# Guillemont
Guillemont là một xã có cự ly khoảng 8 dặm Anh về phía đông của Albert trong tỉnh Somme, vùng Hauts-de-France, Pháp.
Đây là một khu vực nông nghiệp. Diện tích 3,27 km2, dân số năm 2006 là 122 người